# HMS Gurkha (F20)
HMS Gurkha foi um contratorpedeiro britânico da Classe Tribal, construído pelo estaleiro escocês Fairfield Shipbuilding and Engineering Company. 

## Segunda Guerra Mundial
Este navio prestou serviço durante a Segunda Guerra Mundial e participou nas acções militares dos aliados contra a invasão da Noruega pela Alemanha Nazi, em 1940. No decorrer destas acções, a embarcação foi afundada por um torpedo alemão lançado por uma aeronave da Luftwaffe.